# Elminia nigromitrata
La elminia cabecinegra (Elminia nigromitrata) es una especie de ave paseriforme de la familia Stenostiridae propia de África Occidental y Central.

## Distribución geográfica yhábitat
Se encuentra en Camerún, República Centroafricana, República del Congo, República Democrática del Congo, Costa de Marfil, Guinea Ecuatorial, Gabón, Ghana, Guinea, Kenia, Liberia, Nigeria, Sierra Leona, Sudán del Sur, Tanzania, y Uganda.
Sus hábitats naturales son los bosques bajos húmedos subtropicales o tropicales y los bosques montanos húmedos subtropicales o tropicales.